# Barbus quadrilineatus
Barbus quadrilineatus är en fiskart som beskrevs av David, 1937. Barbus quadrilineatus ingår i släktet Barbus och familjen karpfiskar. IUCN kategoriserar arten globalt som starkt hotad. Inga underarter finns listade.